# 神尾美津雄
神尾 美津雄（かみお みつお、1945年11月5日 - ）は、日本の英文学者。名古屋大学名誉教授。

## 人物
東北大学文学部卒、東北大学大学院文学研究科修了。東北大学助手、愛媛大学講師を経て、1979年、名古屋大学教養部助教授、1980年 - 1981年、Harvard University Research Associate、1983年、名古屋大学文学部助教授、1990年、名古屋大学文学部教授、2000年、名古屋大学大学院文学研究科教授、2001年 - 2004年、名古屋大学文学研究科長、2009年、名古屋大学定年退職。
日本では数少ない概念史派（The History of Ideas）に属す英文学研究者。文学作品と、その知的文化的背景を相互に参照しつつ、18世紀～20世紀イギリス文学現象の根底に流れる精神的準拠枠を摘出することに努めた。その成果は、イギリス古典主義からロマン主義に至る自閉的空間意識を論じた『闇、飛翔、そして精神の奈落』を嚆矢として、人間的準拠枠の外側に位置する他者性を論じた『他者の登場』、自然概念の変化を考察した『アルパイン・フラヌール』を経てアイデンティティの不分明な現実の諸相を論じた『リアリティ・クライシス』にいたる精神史4部作にまとめられている。

## 著書

### 単著
- 『闇、飛翔、そして精神の奈落 - イギリス古典主義からロマン主義へ』（英宝社） 1989
- 『他者の登場 - イギリスゴシック小説の周辺』（近代文芸社） 1994
- 『アルパイン・フラヌール - イギリス自然意識の原像』（鷹書房弓プレス） 2001
- 『リアリティ・クライシス - William Golding　Joseph Conrad　Virginia Woolf　Paul Auster』（英宝社） 2008
- The Twilight Realms of Consciousness: From Romantic to Postmodern （英宝社） 2010

### 共著
- 『英文学詩論』（金星堂） 1983
- 『イギリスロマン主義に向けて』（名古屋大学出版会） 1988
- The Blackwell Companion to the Enlightenment （Blackwell） 1991
- 『Sentimental, Gothic, Romantic - 18世紀後半の英文学とエピステーメー』（英宝社） 1997
- 『玉井暲教授退職記念論文集』（英宝社） 2010